# Siêu trí tuệ Việt Nam
Siêu trí tuệ Việt Nam (tiếng Anh: The Brain Vietnam) là một chương trình truyền hình tìm kiếm tài năng về trí tuệ do Đài Truyền hình Thành phố Hồ Chí Minh và công ty Vie Channel (trước đây là DID TV, thuộc DatViet VAC Group Holdings) thực hiện, được phát sóng trên kênh HTV2 - Vie Channel và VTVCab 1 - Vie Giải Trí từ ngày 26 tháng 10 năm 2019. Đây là phiên bản Việt Nam của loạt chương trình Siêu trí tuệ (tiếng Anh: Super Brain, tên gốc: The Brain) do Banijay Rights (trước đây là EndemolShineGroup của Đức) sở hữu bản quyền, được bắt nguồn từ Đức và đã đi qua một loạt quốc gia như Tây Ban Nha, Ukraina, Pháp,... đặc biệt là Trung Quốc - phiên bản thành công nhất của chương trình này.
Mỗi mùa của Siêu trí tuệ Việt Nam bao gồm những nhân vật có khả năng đặc biệt với trí tuệ phi thường, trong đó đề cao khái niệm "giải trí bằng trí tuệ". Tính đến năm 2022, chương trình đã sản xuất được hai mùa.

## Sản xuất

### Quá trình chuẩn bị

Ca sĩ Tóc Tiên, MC Trấn Thành và Trưởng ban Cố vấn Khoa học Dương Anh Vũ.

Để chuẩn bị cho sự ra mắt của Siêu trí tuệ Việt Nam, đội ngũ sản xuất đã mất ba năm chuẩn bị từ việc lên ý tưởng, tìm kiếm cho đến giới thiệu các tài năng. Bà Nguyễn Thị Tố Uyên, Giám đốc nội dung DID TV (nay là Vie Channel), đơn vị sản xuất và phát sóng chương trình chia sẻ:
| “ | Những tài năng cho định dạng chương trình là những người rất hiếm gặp, không dễ tìm. Chúng tôi phải liên hệ nhiều cá nhân, tổ chức để hỏi thăm họ có biết những tài năng này tồn tại hay không, hoặc có nghe nói về họ không. Thậm chí, chúng tôi liên hệ đến cả những tổ chức quốc tế từng tổ chức những dạng chương trình này, xem họ có biết người Việt nào có khả năng để tham gia Siêu trí tuệ Việt Nam. | ” |

Khi có được manh mối, ê-kíp bằng mọi cách liên lạc, tìm hiểu và thuyết phục người chơi tham gia. Việc thuyết phục cũng gặp không ít khó khăn, có thí sinh khiến nhà sản xuất phải thuyết phục hơn ba tháng mới xong. Chưa kể khi đồng ý, họ còn trải qua các bước kiểm tra năng lực thí sinh quanh khả năng mà họ đang sở hữu, kiểm tra trình độ năng lực thực tế có đủ đáp ứng tiêu chí của thử thách trong chương trình hay không.
Để bắt tay được vào việc sản xuất Siêu trí tuệ, điều quan trọng còn là việc tìm kiếm đội ngũ nhà chuyên môn, cố vấn nội dung để đảm bảo giá trị khoa học và tính thuyết phục. Cùng với giám khảo khoa học là PGS-TS Trần Thành Nam (đứng đầu ban giám khảo) còn có Trưởng ban Cố vấn khoa học là Kỷ lục gia Trí nhớ Thế giới Dương Anh Vũ luôn đồng hành xuyên suốt chương trình, bên cạnh sự tham vấn của các chuyên gia bên sở hữu bản quyền và các cố vấn thuộc các chuyên ngành theo thử thách như toán học, thể thao, âm nhạc, lịch sử, rubik...
So với nhiều nước mua bản quyền, có ý kiến lo ngại rằng ở Việt Nam sẽ khó đủ nhân tài để chương trình mở rộng ở những mùa sau. Tuy nhiên, đại diện của DID TV vẫn tỏ ra lạc quan: "Chúng tôi cũng có tham khảo với các nước từng tổ chức sản xuất chương trình này, thì hầu như nước nào cũng bắt đầu như Việt Nam: mùa đầu tìm kiếm tài năng rất khó, mùa 2 sẽ "dễ thở" hơn. Chúng tôi vẫn luôn tin tưởng Việt Nam không thiếu những nhân tài như thế".
Tại chương trình Sóng 20, MC Trấn Thành đã đặt câu hỏi về khả năng có thể sản xuất được mùa 2 của Siêu trí tuệ, và nhận được câu trả lời từ Cố vấn Khoa học Dương Anh Vũ:
| “ | Để sản xuất được mùa 2, nó là một áp lực rất lớn không phải chỉ ở Việt Nam, mà bất cứ quốc gia nào sở hữu format. Nhưng qua quá trình tiếp xúc và làm việc với các bạn trẻ tài năng Việt Nam ở trong và ngoài nước,tôi nghĩ rằng Siêu trí tuệ Việt Nam có đủ nguồn thí sinh tài năng để sản xuất mùa 2, mùa 3 nếu chúng ta có đội ngũ quyết tâm làm chương trình này đến cùng. Đương nhiên mùa 2 sẽ khó làm hơn mùa 1, vì mùa 1 quá thành công nên mùa 2 bắt buộc chúng ta phải làm tốt hơn nữa, với những con người đặc biệt hơn nữa. | ” |

### Lịch sử sản xuất
Vào tháng 7 năm 2019, nhà sản xuất đã đăng tải đoạn video thông báo chính thức về sự xuất hiện của chương trình Siêu trí tuệ tại Việt Nam, cùng với kế hoạch tuyển chọn các thí sinh cho mùa đầu tiên. Tại thời điểm công bố, Việt Nam là quốc gia đầu tiên trong khu vựa Đông Nam Á có bản quyền sản xuất chương trình này. Các buổi tuyển sinh trực tiếp cho Siêu trí tuệ Việt Nam được tổ chức tại Hà Nội vào ngày 19 tháng 7 và tại Thành phố Hồ Chí Minh vào ngày 31 tháng 7.
Sau thành công của hai mùa đầu tiên, vào tháng 5 năm 2022, chương trình thông báo tuyển sinh để chuẩn bị sản xuất mùa thứ ba. Tuy nhiên cho đến hiện tại, không hề có bất cứ một thông tin nào khác về việc mùa 3 của chương trình sẽ được sản xuất và phát sóng trong tương lai gần.

## Định dạng
Chương trình quy tụ các ứng viên sở hữu năng lực, trí tuệ khác biệt để có thể chinh phục những thử thách đa dạng ở các lĩnh vực: trí nhớ, toán học, rubik, quan sát... Một mùa phát sóng bao gồm ba vòng đấu.

### Vòng Lộ diện
Ứng viên với vai trò là người khiêu chiến sẽ phải chinh phục thử thách do chương trình đưa ra hoặc do thí sinh đề nghị. Các giám khảo sẽ cho điểm dựa trên độ khó của thử thách theo thang điểm từ 1 đến 5, tổng số điểm của ba vị giám khảo là điểm dự đoán của giám kháo cho phần thử thách. Sau khi phần thử thách kết thúc, giám khảo khoa học sẽ tiến hành chấm điểm (theo thang điểm 10); nếu điểm của giám khảo khoa học và tổng điểm dự đoán của các giám khảo nhân lại với nhau từ 80 điểm trở lên, thí sinh sẽ được xuất hiện ở khu vực "khán đài danh dự" và được gia nhập vào biệt đội Siêu trí tuệ Việt Nam (gọi là "được tiến cấp"). Số điểm tối đa mà một thí sinh có thể đạt được là 150.
Trong trường hợp không hoàn thành thử thách, thí sinh sẽ không được giám khảo khoa học chấm điểm và bị loại khỏi chương trình.

### Vòng Tuyên chiến
Những người được tiến cấp ở vòng trước sẽ đối đầu với nhau hoặc nhận lời khiêu chiến từ những ứng viên mới để tìm ra những gương mặt xuất sắc nhất đại diện Việt Nam thi đấu quốc tế. Có hai phương thức khiêu chiến ở vòng này:
1. Người khiêu chiến mới đến thách đấu với một tuyển thủ đã tiến cấp có cùng năng lực, nếu thách đấu thành công sẽ thay thế vị trí của tuyển thủ đó. Trong trường hợp người bị thách đấu không chấp nhận tuyên chiến, người thách đấu sẽ phải dự thi cá nhân, và các giám khảo cũng sẽ chấm điểm như ở vòng 1. Nếu điểm của thí sinh này cao hơn so với người từ chối thách đấu thì coi như thách đấu thành công, ngược lại thí sinh sẽ bị loại.
2. Những tuyển thủ có năng lực tương đương trong biệt đội sẽ phải đối đầu với nhau để chọn ra người xuất sắc nhất, những tuyển thủ có năng lực không trùng với bất kì ai sẽ được đặc cách không phải thi đấu nếu như không có người khiêu chiến đến thách đấu.

### Vòng Giao hữu quốc tế
Bốn thí sinh (mùa 1 là sáu thí sinh) sẽ được chọn để tham dự các trận đấu quốc tế.

## Cơ cấu giải thưởng

### Vòng Lộ diện

#### Mùa 1
Nếu được tiến cấp, thí sinh sẽ nhận được một kỷ niệm chương của chương trình bên cạnh việc được bước vào biệt đội Siêu trí tuệ Việt Nam.
Đối với những thí sinh từ 15 tuổi trở xuống, họ còn được nhận học bổng toàn phần trị giá 400.000.000 đồng đến từ trung tâm tiếng Anh Apax Leaders, bất kể có được tiến cấp hay không.

#### Mùa 2
Ngoài kỷ niệm chương của chương trình, đối với những thí sinh được chọn, họ còn được nhận giải thưởng 100 triệu đồng từ nhà tài trợ Sting. Nhà tài trợ mì 3 Miền cũng trao các giải thưởng gồm bộ sản phẩm mì 3 Miền và hiện kim với tổng giá trị 500 triệu đồng.

### Vòng Tuyên chiến

#### Mùa 1
Các thí sinh trong biệt đội Siêu trí tuệ Việt Nam tham gia vòng này sẽ phải tạm thời trao lại kỷ niệm chương của chương trình trước khi tham gia trận đấu. Chỉ có thí sinh giành chiến thắng trận đấu mới nhận được kỷ niệm chương bên cạnh việc được bước tiếp tới biệt đội Siêu trí tuệ Việt Nam.

#### Mùa 2
Ngoài việc thí sinh chiến thắng trận đấu được bước tiếp tới biệt đội Siêu trí tuệ Việt Nam, nhà tài trợ mì 3 Miền cũng trao các giải thưởng trị giá 50 triệu đồng và bộ sản phẩm mì 3 Miền cho các thí sinh.

### Vòng Giao hữu quốc tế
Mỗi người sẽ nhận được một kỷ niệm chương của chương trình, bất kể người đó có giành chiến thắng hay không.
Ngoài ra, các thí sinh khi đến với chương trình đã hoàn thành thử thách (dù số điểm ≥ 80 hoặc nhỏ hơn) vẫn được nhận kỷ niệm chương của chương trình, những thí sinh được tiến cấp đều được một số tiền thưởng được gọi là "tiền bồi dưỡng".

## Tổng quan các mùa
| Mùa | Mùa | Số thí sinh | Số tập | Số tập | Phát sóng gốc        | Phát sóng gốc       |
| Mùa | Mùa | Số thí sinh | Số tập | Số tập | Phát sóng lần đầu    | Phát sóng lần cuối  |
| --- | --- | ----------- | ------ | ------ | -------------------- | ------------------- |
|     | 1   | 24          | 13     | 13     | 26 tháng 10 năm 2019 | 18 tháng 1 năm 2020 |
|     | 2   | 20          | 11     | 11     | 21 tháng 11 năm 2020 | 30 tháng 1 năm 2021 |

## Đón nhận

### Mùa 1

Một số thí sinh Siêu trí tuệ Việt Nam mùa 1 cùng các nghệ sĩ khách mời tại chương trình Sóng 20.

Sức ảnh hưởng của chương trình Siêu trí tuệ đã lan tỏa trước khi có phiên bản Việt, thông qua những video được ghép phụ đề tiếng Việt của Siêu trí tuệ Trung Quốc được đăng tải trên các mạng xã hội. Chính vì vậy, người hâm mộ đặt nhiều kì vọng về sự mới mẻ, hấp dẫn ở phiên bản Việt Nam.
Siêu trí tuệ Việt Nam xuất hiện vào thời điểm mà khán giả đã dần ngán ngẩm với các chương trình thi thố tài năng, ca hát, nhảy múa,... xuất hiện dày đặc trên màn ảnh nhỏ và cần sự đổi mới. Chính vì vậy, ngay sau khi tập đầu tiên ra mắt, chương trình thiên về trí tuệ này trở thành "khối nam châm" thu hút mọi sự chú ý. Những con người thực tài, độc đáo, lạ lẫm đã chinh phục hoàn toàn người xem bởi trí tuệ siêu việt, ít nhất là khả năng tập trung cao độ của họ. Qua từng tập phát sóng, Siêu trí tuệ Việt Nam ngày càng thu hút người xem, nhất là ở vòng Giao hữu quốc tế. Nhiều tập phát sóng của chương trình đã được lên "top thịnh hành" của YouTube.
Một trong những điều mà Siêu trí tuệ Việt Nam làm được là lan truyền tinh thần tự hào dân tộc. Trên YouTube và trang fanpage của chương trình, hàng ngàn ý kiến bày tỏ sự nể phục trước những siêu trí tuệ Việt Nam xen lẫn niềm tự hào về đất nước Việt Nam với những con người có khả năng đặc biệt không thua kém với các nước khác trên thế giới.
```
Khi mới lên sóng, do không tin vào trình độ, thực lực của những nhân tài Việt nên một số khán giả tỏ ra ngờ vực và để lại những ý kiến trái chiều trên mạng xã hội.
[
10
]
 Bên cạnh đó là những phàn nàn của khán giả về việc quảng cáo quá nhiều trên TV, hay biên tập gây chóng mặt và khó chịu cho người xem,.
```

#### Nhận xét
Nhận xét của MC Trấn Thành đối với Siêu trí tuệ Việt Nam trong chương trình Sóng 20:
| “ | Đội ngũ thực hiện Siêu trí tuệ Việt Nam là một team phi thường. | ” |

### Mùa 2

Việt Hoàng, Thục Nữ và Nhựt Thịnh tại đêm chung kết của Siêu trí tuệ Việt Nam mùa 2.

Sau thành công của mùa đầu tiên, mùa thứ hai của chương trình đã chính thức lên sóng vào cuối tháng 11 năm 2020. Ban đầu, có không ít hoài nghi về việc chương trình sẽ không giữ được sức hút vì có thể đã cạn nhân tài. Tuy nhiên, ngay trong tập đầu tiên của vòng Tuyên chiến, chương trình gây bất ngờ với nhiều tài năng mới chinh phục các thách thức khác so với những bộ môn sở trường về ghi nhớ, tính toán nhanh... ở mùa 1. Chính vì vậy, các tập phát sóng của chương trình luôn có trên 10 triệu lượt xem, đồng thời là chương trình luôn chiếm lĩnh vị trí top thịnh hành trên YouTube. Nhiều khán giả đánh giá cao chương trình và cho rằng, đây là một chương trình truyền hình khác biệt và không có sự trộn lẫn với các chương trình hài, ca hát hiện nay. Thay vì những chiêu trò, drama, những yếu tố chọc cười khán giả, chương trình tôn vinh trí tuệ Việt, giúp người xem không chỉ học hỏi kiến thức mà còn thư giãn với những màn thi đấu gây cấn. Giám khảo chính Trần Thành Nam chia sẻ rằng, nếu như ở mùa 1, khán giả đã thấy những thử thách rất đa dạng và năng lực trí tuệ con người được thể hiện trên nhiều khía cạnh, thì đến mùa 2, chương trình nhấn mạnh hơn tính đa diện và đa chức năng của các bộ óc.
Càng tới những tập sau đó, chương trình tiếp tục đem tới cho khán giả những thí sinh ấn tượng và những thử thách tưởng chừng như không thể thực hiện được. Trong đó, Trọng Trí, Thành Đạt, Duy Bách là ba thí sinh để lại ấn tượng nhiều nhất cho giám khảo và khán giả. Không dừng lại ở đây, đến vòng Tuyên chiến, khán giả tiếp tục được chứng kiến những trận đấu với những kết quả bất ngờ như chiến thắng của Lan Anh trước Thành Đạt, của Duy Anh trước Anh Quốc, của Hoàng Hiệp trước Duy Bách... Ở vòng Chung kết, khán giả được chứng kiến những sự trở lại của các tuyển thủ của mùa 1 được khán giả yêu thích như Huy Hoàng, Tuấn Phi và Việt Hoàng.
Bên cạnh những điểm tích cực, Siêu trí tuệ Việt Nam còn gây ra những luồng ý kiến trái chiều. Một trong số đó là việc mời những người nổi tiếng tham gia làm giám khảo khách mời, vốn là tranh cãi đã nảy sinh từ mùa đầu tiên. Nhiều khán giả cho rằng những người không đủ chuyên môn làm giám khảo xuất hiện chỉ để cho những ý kiến ngưỡng mộ mà đến một học sinh cũng có thể nói được, điều này đã phần nào tự làm hạ thấp giá trị của cuộc thi, trong khi số khác cho rằng, nhận xét về chuyên môn đã có những Trần Thành Nam hay Lại Văn Sâm đảm nhận, hơn nữa không phải chuyên gia, giáo sư, tiến sĩ nào cũng thu xếp được thời gian để đến với chương trình chỉ để trình bày thêm về những khía cạnh của thử thách. Chưa kể, ở mùa này, trong số các giám khảo khách mời, có đến 3 người là những gương mặt nổi tiếng của Rap Việt, chương trình truyền hình của cùng nhà sản xuất, gồm Wowy, Rhymastic và JustaTee. Điều này đã không tránh khỏi những suy đoán và phàn nàn của một bộ phận khán giả, mặc dù Trấn Thành đã phát biểu trong tập 1 rằng ban tổ chức mời không phải vì thấy Rap Việt đang nổi và muốn ăn theo sức nóng của chương trình.

### Phê phán
Trong một bài viết của trang Sài Gòn Giải Phóng Đầu Tư Tài Chính vào năm 2020 phê phán các nhà sản xuất sử dụng nhiều chiêu trò để thu hút người xem trong bối cảnh game show tại Việt Nam bước vào giai đoạn thoái trào, chương trình đã bị phê phán vì sử dụng những từ ngữ mang tính khuếch đại quá mức rằng đây là cuộc thi dành cho "những nhân vật đẳng cấp siêu phàm", đồng thời cũng bị cảnh báo về khả năng "vỡ trận".

## Thống kê
- Những thí sinh có điểm cao nhất từng mùa:

| Mùa | Tên thí sinh         | Tập | Tổng điểm |
| --- | -------------------- | --- | --------- |
| 1   | Lê Nguyễn Phước Vinh | 1   | 140       |
| 1   | Hà Việt Hoàng        | 5   | 140       |
| 2   | Đỗ Thành Đạt         | 3   | 150       |
| 2   | Lê Duy Bách          | 6   | 150       |

- Tập 12 mùa 1 phát sóng ngày 11 tháng 1 năm 2020 lập kỷ lục trong lịch sử chương trình truyền hình khi đạt con số 475.682 lượt xem cùng lúc khi được công chiếu trên YouTube.[25]

## Trích dẫn câu nói
| “ | Kỉ lục là dùng để phá vỡ... nên chúng ta mới có thể tạo ra nhiều kì tích. Siêu Trí Tuệ không phải là một cuộc thi, Siêu Trí Tuệ là thế giới của bạn và tôi, của tất cả chúng ta. | ” |

Trích lời nhà báo, MC Lại Văn Sâm:
| “ | Tôi gọi thí sinh trong chương trình này là X-man bởi họ quá thông minh, xuất sắc! | ” |

| “ | Tôi xem các chương trình Siêu trí tuệ của thế giới, thấy rất ngưỡng mộ. Giờ đây, trước mắt tôi là những bạn trẻ Việt Nam. Họ bứt phá mọi rào cản để không chỉ nổi tiếng trong nước mà còn sẽ đại diện xứng đáng cho Việt Nam trên đấu trường quốc tế. Khán giả sẽ kinh ngạc khi xem họ thể hiện. | ” |

Theo MC Trấn Thành:
| “ | Những gì thế giới làm được, Việt Nam cũng sẽ làm được, thậm chí tốt hơn. | ” |

| “ | Một người thành công phải đi kèm với cảm xúc. Vì cảm xúc sẽ dạy cho bạn cách để thành công. | ” |

## Giải thưởng

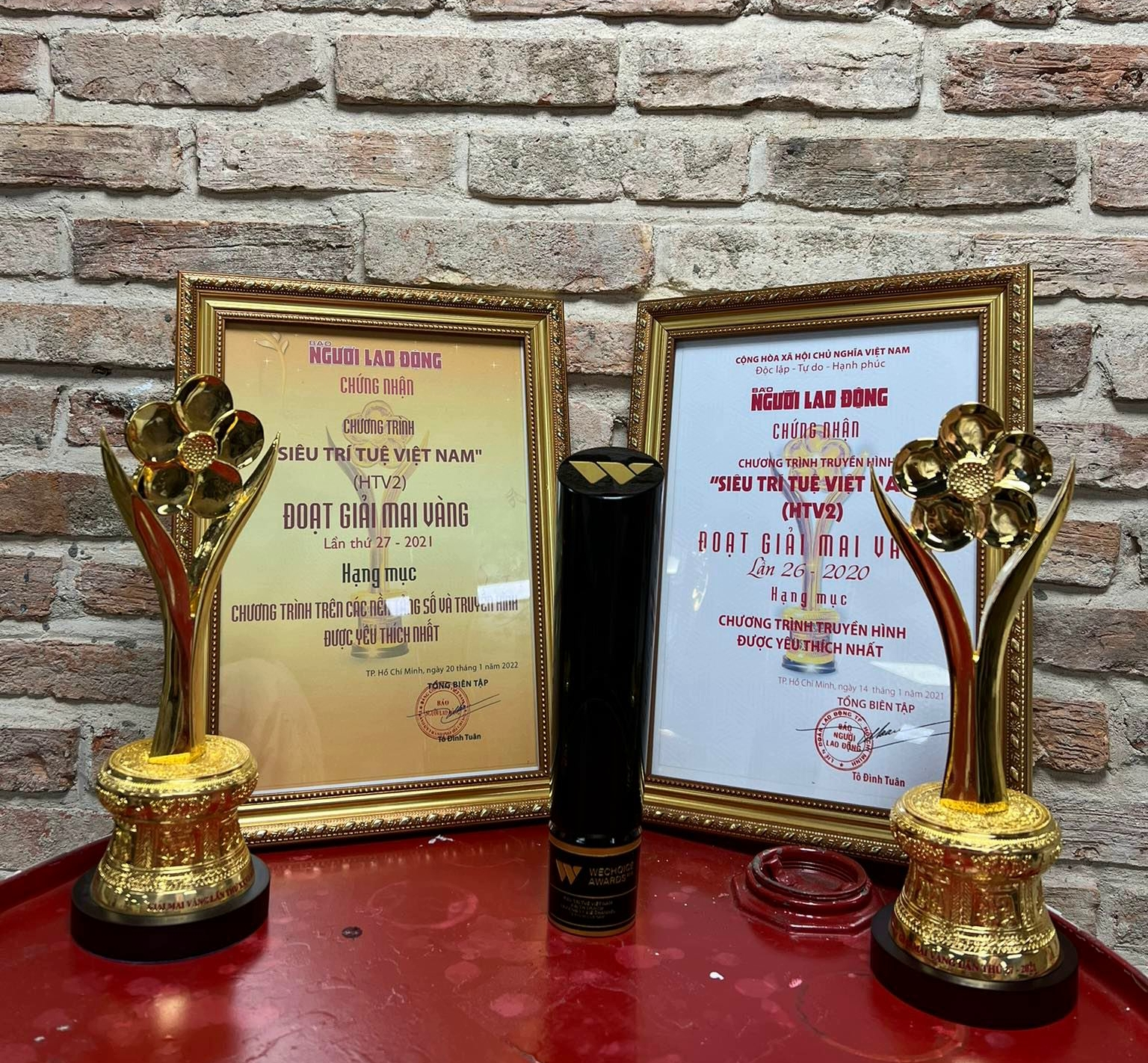
3 giải thưởng của Siêu trí tuệ Việt Nam: 2 giải Mai Vàng và 1 giải WeChoice.

| Năm  | Giải thưởng              | Hạng mục                                     | Đề cử cho             | Kết quả   | TK            |
| ---- | ------------------------ | -------------------------------------------- | --------------------- | --------- | ------------- |
| 2019 | WeChoice Awards          | TV Show của năm                              | Siêu trí tuệ Việt Nam | Đoạt giải | [ 27 ]        |
| 2020 | Giải Mai Vàng lần thứ 26 | Chương trình truyền hình được yêu thích nhất | Siêu trí tuệ Việt Nam | Đoạt giải | [ 28 ] [ 29 ] |
| 2021 | Giải Mai Vàng lần thứ 27 | Chương trình truyền hình được yêu thích nhất | Siêu trí tuệ Việt Nam | Đoạt giải | [ 30 ]        |